# De Dagelijkse Standaard
De Dagelijkse Standaard, afgekort DDS, is een Nederlandstalige, rechtse nieuwswebsite, opgericht op 9 februari 2009 door Joshua Livestro. Livestro was vanaf dat moment de hoofdredacteur en publicist van het weblog. Op 1 oktober 2014 werd Michael van der Galiën hoofdredacteur. Op 24 juni 2016 meldde het weblog dat Van der Galiën het eigendom van de site ook had overgenomen.
Het weblog omschrijft zichzelf als "een nieuws- en opinieweblog dat bovenop het nieuws zit, zelf nieuws brengt en commentaar en achtergronden levert bij het nieuws. De website [...] heeft sinds die tijd altijd een duidelijke rechtsliberale signatuur". Ook zetten ze zichzelf in voor "traditionele, conservatieve Nederland".

## Stijl en inhoud
Het weblog is politiek uitgesproken rechts georiënteerd met nieuws over uiteenlopende onderwerpen, meestal actualiteiten. Naast een aantal vaste webloggers zijn er gastbijdragers. Op de bijdragen kan door lezers worden gereageerd. Verder wordt soms een 'Open draad' geopend, waarin lezers onderwerpen kunnen aandragen of bediscussiëren.
Onderwerpen waaraan aandacht wordt besteed, zijn onder andere:
- binnen- en buitenlandse politiek
- actualiteiten en achtergronden uit de Verenigde Staten;
- integratie en immigratie;
- skepsis over de invloed van de mens op klimaatverandering,[7] energie en milieu;
- Europese politiek: over de Europese Unie en het Europees Parlement;
- media: een overzicht van de onderwerpen in de aanstaande actualiteitenrubrieken;
- de opiniepeilingen van Politieke Barometer, met achtergrondinformatie en mogelijke coalities.
- columns over verschillende actuele onderwerpen geschreven.

De Dagelijkse Standaard wordt met regelmaat beschuldigd van het brengen van nepnieuws en van het schrijven van artikelen om verontwaardiging op te roepen. Hoofdredacteur Michael van der Galiën verklaarde hierover: "Misschien zijn we weleens ongenuanceerd. Maar we pretenderen ook niet neutraal te zijn. Als een links iemand zegt: genuanceerd stuk was dat, dan zijn we slecht bezig."

## Medewerkers
De medewerkers schrijven bijna allemaal onder hun echte naam. In het verleden richtten de meeste medewerkers zich met name op een specifiek onderwerp. Zo schreef klimaatscepticus Hans Labohm vooral stukken over klimaat, milieu en energie, besteedde Michael van der Galiën aandacht aan actualiteiten uit de Verenigde Staten en blogde Sven Albachvens veel over strafrecht. Veel (oud-)bloggers voor de website zijn ook actief of actief geweest bij andere blogs, kranten en/of tijdschriften.
Enkele bekende bloggers die mee hebben gewerkt aan het weblog zijn:
- Joshua Livestro, oprichter en hoofdredacteur van het weblog en columnist bij De Telegraaf en Reader's Digest
- Bart Jan Spruyt, columnist bij Elsevier
- Dirk-Jan van Baar, ex-columnist bij HP/De Tijd
- Joost Niemöller, ex-redacteur bij HP/De Tijd
- Derk Jan Eppink, Tweede Kamerlid namens JA21
- Tim Engelbart
- Sybren Frederico Porfíro
- Willem-Jan Hilderink
- Paul van der Bas

De Dagelijkse Standaard publiceert gastbijdragen van opiniemakers en politici zoals Richard de Mos (Groep De Mos), Johan Driessen, Jan Roos (VNL) en Raymond Knops (CDA). Ook publiceert De Dagelijkse Standaard regelmatig columns van Frits Bosch, Sid Lukkassen en Paul Cliteur.

## Redactie
De meeste artikelen worden geschreven door een groep van drie redacteuren:
- hoofdredacteur Michael van der Galiën
- redacteur Mark Jongeneel
- redacteur Carlo van Remortel